# Дидје Кело
Дидје Патрик Кело (фр. Didier Patrick Queloz, рођен 23. фебруара 1966) швајцарски је астроном.  Професор је на Универзитету у Кембриџу, где је такође члан Тринити колеџа, а професор је и на Универзитету у Женеви. Заједно са Мишелом Мајором 1995. године открио је егзопланету у орбити звијезде соларног типа. За ово откриће је подијелио Нобелову награду за физику са Мајором и Џимом Пиблсом 2019. године.
Недавно је изјавио да ће људи бити у могућности да у наредних 30 година нађу ванземаљски живот.